# سراتية
السِّرَّاتِيَّةُ (الاسم العلمي: Serratia)، جنس بكتيريا سلبية الغرام اللاهوائية على شكل قضيب من فصيلة اليرسنيات. وفقًا لقائمة أسماء بدائيات النوى مع التسمية الدائمة (LPSN)، يوجد حاليًا 19 نوعًا من السراتية نُشرت بشكل موثوق بأسماء دقيقة اعتبارًا من عام 2020: S. aquatilis ، S. entomophila ، S. ficaria ، S. fonticola ، S. grimesii، S.Liquefaciens، S. marcescens، S. microhaemolytica، S. myotis، S. nematodiphila، S. odoriferae، S. oryzae، S. plymuthica، S. proteamaculans، S. quinivorans corrig، S. rubidaea، S. symbiotica ،S. ureilytica ، S. vespertilionis. يبلغ طولها عادة 1-5 ميكرومتر، ولا تنتج بويغات، ويمكن العثور عليها في الماء والتربة والنباتات والحيوانات. ينتج بعض أعضاء هذا الجنس صبغة حمراء مميزة،بروديجيوزين (مُضادٌّ حَيَوِيّ)، ويمكن تمييزها عن الأعضاء الآخرين في رتبة المعويات من خلال إنتاجها الفريد لثلاثة إنزيمات: DNase (nucA)، والليباز، والجيلاتيناز (serralysin). كان يعتقد أن سيراتية هي بكتيريا بيئية غير ضارة حتى أُكتشف أن النوع الأكثر شيوعًا في الجنس، السِّرَّاتِيَّةُ الذَّابِلَة (S. marcescens)، هي مُمْرِضة انتهازية للعديد من الحيوانات، بما في ذلك البشر. في البشر، ترتبط السراتية الذابلة في الغالب بالعدوى المستشفية أو المكتسبة من المستشفى، ولكن يمكن أن تسبب أيضًا التهابات المسالك البولية والالتهاب الرئوي والتهاب الشغاف. غالبًا ما توجد السراتية الذابلة في الحمامات وأوعية المراحيض وحول البلاط المبلل بغشاء حيوي وردي إلى أحمر ولكنها تسبب المرض فقط في الأفراد الذين يعانون من نقص المناعة. وبصرف النظر عن السراتية الذابلة، فقد ثبت أن بعض السلالات النادرة من الأنواع Serratia S. plymuthica و S.Liquefaciens و S. rubidaea و S. odoriferae تسبب عدوى مثل التهاب العظم والنقي والتهاب الشغاف.